# Urán-diszelenid
Az urán-diszelenid radioaktív szervetlen vegyület. Rombos kristályszerkezetű (β forma), szerkezete az PbCl2-éval azonos. Elemi cellájának méretei: a=7,455 Å, b=4,2320 Å, c=8,964 Å. 14 K alatt ferromágneses.
Kristályrácsában bizonyos határok között a szelén egy része tellúrral helyettesíthető, ami növeli az elemi cella méretét, és emeli a Curie-hőmérsékletet is.

## Fordítás
Ez a szócikk részben vagy egészben  az   Uranium diselenide című angol Wikipédia-szócikk ezen változatának fordításán alapul.  Az eredeti cikk szerkesztőit annak laptörténete sorolja fel. Ez a jelzés csupán a megfogalmazás eredetét és a szerzői jogokat jelzi, nem szolgál a cikkben szereplő információk forrásmegjelöléseként.